# 落語野郎 大脱線
『落語野郎 大脱線』（らくごやろう だいだっせん）は1966年6月30日に公開された日本映画。製作は東宝撮影所。配給は東宝。カラー、東宝スコープ。

## 概要
1965年から始まった、テレビの「寄席ブーム」を影響を受けて制作された「落語野郎シリーズ」の第1作。かつて東宝では、1954年に「落語長屋シリーズ」といった落語ネタの喜劇シリーズを制作しており、本作でも「落語長屋シリーズ」の監修である「アンツル」こと安藤鶴夫が監修を務めている。そして劇中では、東京ぼん太の「夢もチボーも無くなっちゃったね」、牧伸二の「ア〜やんなっちゃった、ア〜驚いた」、てんぷくトリオの「びっくりしたなあ、もう」といったギャグが随所に見られる。

## スタッフ
- 監督：杉江敏男
- プロデューサー：安達英三朗[要出典]
- 監修：安藤鶴夫
- 製作：清水雅[要出典]
- 製作補：森岩雄[要出典]
- 企画：藤本真澄[要出典]
- 原案：佐藤一郎
- 脚本：新井一、椿澄夫
- 音楽：神津善行
- 撮影：完倉泰一
- 美術：小川一男
- 録音：藤縄正一
- 照明：金子光男
- 編集：藤井良平
- チーフ助監督：錦織正信
- 製作担当者：中村茂
- 整音：下永尚
- スチール：吉崎松雄

## キャスト
- 伊勢屋宗右衛門：牧野周一
- 伊勢屋伸二郎：牧伸二
- 伊勢屋お米：一の宮あつ子
- 伊勢屋与太郎：東京ぼん太
- 棺桶屋銀作：春風亭柳好
- 棺桶屋おこま：都家かつ江
- 八百屋辰造：春風亭柳朝
- 八百屋みつ：横山道代
- のりやお勘婆：沢村いき雄
- 小間物屋歌吉：桂歌丸
- 炭屋馬さん：金原亭馬の助 (初代)
- 炭屋かね：塩沢とき
- 大工八五郎：三遊亭歌奴
- 大工千代女：久保菜穂子
- 魚屋熊吉：桂米丸
- 魚屋おせつ：笠置シヅ子
- 魚屋かよ：酒井和歌子
- 無職文吉：立川談志
- 占者呑海：三笑亭夢楽
- 清元師匠お綱：北川町子
- 大石千鳥：大川ひろみ
- 大石太郎：当銀長太郎
- 飽沢源内：三波伸介（てんぷくトリオ）
- 飽沢平内：戸塚睦夫（てんぷくトリオ）
- 飽沢居内：伊東四朗（てんぷくトリオ）
- 付け馬竹太：晴乃チック
- 付け馬久吉：晴乃タック
- 岡っ引憲太：宮城けんじ（Wけんじ）
- 下っ引憲次：東けんじ（Wけんじ）
- へっつい幽霊：柳家小せん (4代目)
- 泥棒：月の家圓鏡

## 同時上映
新・事件記者 大都会の罠
- 原作：島田一男／脚本：石松愛弘／監督：井上和男／主演：永井智雄